# 沃拉大屠殺
沃拉大屠殺（ Rzeź Woli）是發生於波蘭首都華沙沃拉，納粹德國軍隊於1944年在華沙起義期間有系統地殺害大約40,000-50,000人。1944年8月5日至12日之間，數以萬計的波蘭平民與地下軍被開槍打死或有組織的大規模處決。
沃拉大屠殺的目的是要摧毀波蘭人的意志，迫使波蘭人結束華沙起義。然而，德國人很快發現沃拉大屠殺無法停止華沙起義。波蘭地下軍投降後，希特勒命令德軍將華沙夷為平地，結果85%的地方都被毀壞。